# Arbeidsmiddel

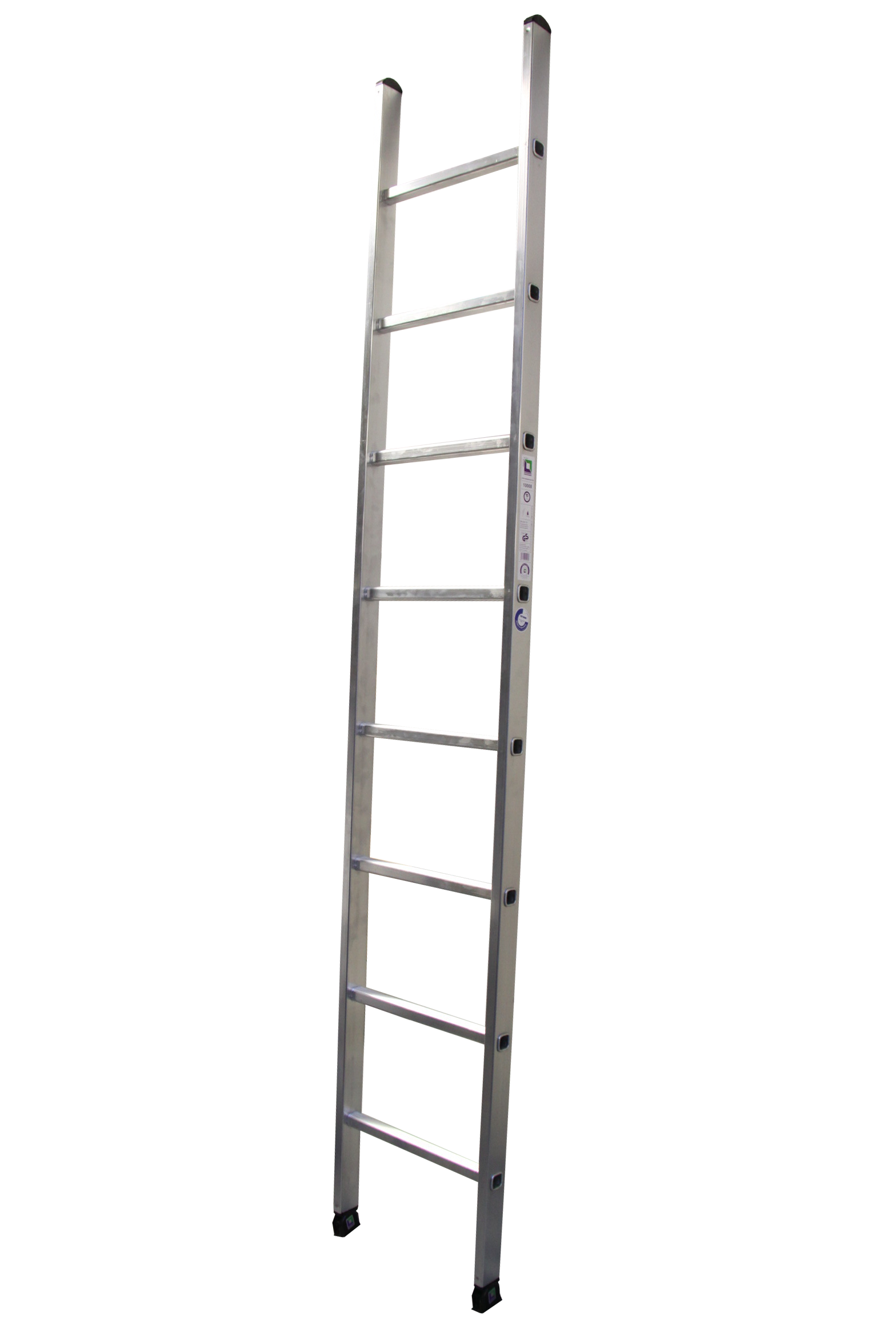
Moderne ladder

Een arbeidsmiddel van het arbeidsproces varieert in grootte en in toepassing. Het is immers een verzamelnaam voor alle gereedschappen, apparaten, vast opgestelde en mobiele machines en installaties die op de arbeidsplaats gebruikt worden. Een arbeidsmiddel kan een klein handgereedschap zijn zoals een hamer en een handzaag, een elektrisch klokboormachine, een schroefpistool; klimmateriaal, steigers en stellingen; een duurzame productielijn; een digitale printing machine of een landbouwmachine, enz.

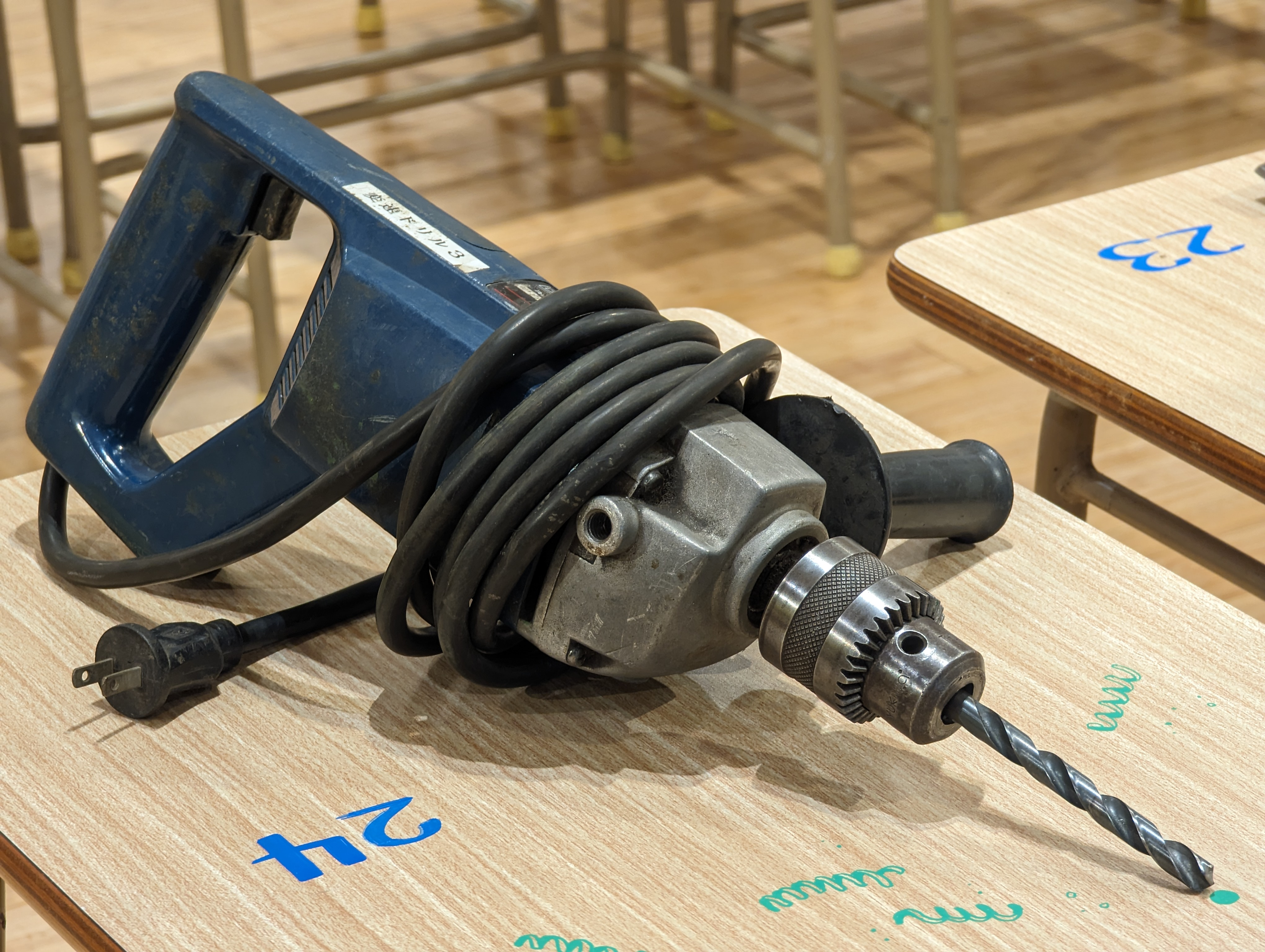
Klopboormachine op netstroom

Arbeidsmiddelen hebben tot algemeen doel de arbeid van de mens te vereenvoudigen. Ze zijn bedoeld om de kwaliteit, de nauwkeurigheid en de efficiëntie van het werk te verhogen; en tegelijk de veiligheid en lichamelijke belasting van de werknemers te verbeteren. 
Het gebruik van arbeidsmiddelen bij het arbeidsproces, de regelgeving en een goed technisch onderhoud ervan zijn van cruciaal belang om ongevallen en gezondheidsrisico's op de werkplek te minimaliseren. Bepaalde arbeidsmiddelen zijn bovendien onderworpen aan een verplichte technische keuring door een externe en erkende organisatie, waarbij ook de controlefrequentie wettelijk bepaald is.

## Europese richtlijnen
De veiligheid en het gebruik van arbeidsmiddelen in zowel België als Nederland worden grotendeels gereguleerd door Europese richtlijnen. De belangrijkste hiervan zijn:
- Richtlijn 2006/42/EG (Machinerichtlijn):[1] Deze richtlijn stelt de essentiële veiligheids- en gezondheidseisen vast waaraan machines moeten voldoen voordat ze op de markt kunnen worden gebracht en in gebruik genomen. De richtlijn vereist ook dat machines een CE-markering dragen, wat aangeeft dat ze voldoen aan de Europese veiligheidsnormen. Zonder het keurmerk CE op machines kan de veiligheid niet bevestigd worden en bijgevolg de verkoop ervan in de EU niet doorgaan, zelfs als de machines buiten Europa gefabriceerd zijn.
- Richtlijn 2009/104/EG (Arbeidsmiddelenrichtlijn):[2] Deze richtlijn richt zich op de minimale veiligheidseisen voor het gebruik van arbeidsmiddelen op de werkplek, waaronder het onderhoud en de periodieke keuring van machines en apparatuur.

## Nationale wetgeving
In België wordt de veiligheid van arbeidsmiddelen gereguleerd door de Codex over het welzijn op het werk . Het is een wetboek, zoals het burgerlijk wetboek en het strafwetboek. Deze Codex over het welzijn op het werk bestaat uit 10 boeken, die verder onderverdeeld worden in titels, hoofdstukken en afdelingen en eventueel nog onderafdelingen. Boek IV behandelt de Arbeidsmiddelen en Boek V: Omgevingsfactoren en Gezondheidstoezicht op de werknemers. De regelgeving qua PBM is vastgelegd in titel 2 van boek IX van de Codex over het welzijn op het werk.
Werkgevers krijgen door de regels vervat in de Codex de verantwoordelijkheid en de verplichting ervoor te zorgen dat arbeidsmiddelen veilig zijn en dat werknemers voldoende training en informatie krijgen over het gebruik ervan.

## Onderhoud en inspectie
Om de veiligheid en betrouwbaarheid van arbeidsmiddelen te waarborgen, is regelmatig onderhoud en controle essentieel:
- Bij preventief onderhoud, wordt gepland onderhoud uitgevoerd om storingen te voorkomen.
- Bij correctief onderhoud, worden reparaties uitgevoerd na het optreden van defecten, storingen, beschadiging.
- Daarnaast zijn periodieke keuringen vaak wettelijk verplicht. Hierbij worden arbeidsmiddelen door erkende instellingen geïnspecteerd om te controleren of ze voldoen aan de veiligheidsnormen.

## Veiligheid en gezondheid
Bij het gebruik van arbeidsmiddelen zijn er diverse veiligheids- en gezondheidsrisico's. Om risico’s voor hun personeel te minimaliseren, moeten werkgevers een aantal maatregelen nemen, zoals:
- adequate instructies geven aan werknemers,
- trainingen voor de werknemers organiseren,
- het beschikbaar stellen van persoonlijke beschermingsmiddelen (PBM), zoals helmen, handschoenen en veiligheidsbrillen,
- erover waken dat arbeidsmiddelen voldoen aan de wettelijke veiligheidseisen,
- een preventie-adviseur aanstellen of raadplegen,
- regelmatige veiligheidsinspecties en risico-inventarisaties en -evaluaties (RI&E) organiseren,